# Peter Robert
Peter Robert (* 1951 in München) ist ein deutscher Übersetzer, Schriftsteller und Dokumentarfilmer.

## Leben
Robert studierte Soziologie und Pädagogik. Er arbeitete danach als Taxifahrer und war Keyboardspieler und Texter der Politrock-Band Oktober. Später war er als Übersetzer zunächst für den Verlag Bastei Lübbe, später für den Heyne Verlag tätig. Sein Spezialgebiet ist die Übersetzung von Science-Fiction-Literatur. Daneben übersetzte er aber auch George R. R. Martins Armageddon Rag und Romane von Stephen King (Brennen muss Salem; Atlantis). Er übersetzte William Gibsons Romane Neuromancer, Mona Lisa Overdrive, Count Zero jeweils mit Reinhard Heinz, Dan Simmons, Clive Barker, Stephen Baxter, Caleb Carr und andere.
In den 1990er Jahren reiste Robert nach Polen und Israel, um Überlebende des Aufstandes im Warschauer Ghetto zu interviewen und drehte mit Unterstützung der Hamburger Filmförderung den Dokumentarfilm Revolte gegen die Wirklichkeit über den Anführer des Aufstandes, Mordechaj Anielewicz. Nachdem bereits seine Kurzgeschichte Das Gleis für den Kurd-Laßwitz-Preis nominiert gewesen war, gewann er den Preis 1991 mit Simulation in der Kategorie Kurzgeschichte. 2020 erschien sein Debütroman Dunkler Raum.

## Hörspiel
- 2003: William Gibson: Neuromancer (3 Teile) (Übersetzung aus dem Englischen, zusammen mit Reinhard Heinz) – Bearbeitung (Wort) und Regie: Alfred Behrens (Hörspielbearbeitung, Science-Fiction-Hörspiel – RB/WDR)

## Werke
- Dunkler Raum. renitenT Verlag, 2020, ISBN 978-3982194509

## Ehrungen und Auszeichnungen
- 1991: Kurd-Laßwitz-Preis in der Kategorie „Beste deutschsprachige SF-Kurzgeschichte“[3]